# 大牟田市立田隈中学校
大牟田市立田隈中学校（おおむたしりつ たくまちゅうがっこう）は、福岡県大牟田市大字田隈にあった公立中学校。
2025年（令和7年）3月末をもって閉校し、新設の大牟田市立白銀中学校に統合され、65年の歴史に幕を閉じた。

## 概要
歴史
1960年（昭和35年）に創立。創立65周年を迎えた2025年（令和7年）に閉校した。
校章
1961年（昭和36年）制定。中央に「中」の文字を配している。
校歌
1962年（昭和37年）制定。作詞は二宮冬鳥、作曲は鶴岡義雄による。歌詞は3番まであり、各番の歌詞中に校名の「田隈中学校」が登場する。
通学区域
以下の小学校区出身の生徒が通学していた。
- 大牟田市立羽山台小学校（全域）
- 大牟田市立三池小学校区（一部）
- 大牟田市立銀水小学校区（一部）。

校舎
鉄筋コンクリート造4階建て2棟

## 沿革
- 1960年（昭和35年）4月1日 - 「大牟田市立田隈中学校」（現校名）が創立。
- 1961年（昭和36年）- 新校舎が完成。校章を制定。
- 1962年（昭和37年）- 校歌を制定。
- 1986年（昭和61年）- 校舎全面改築
- 1999年（平成11年）- 新体育館が完成。
- 2003年（平成15年）- 運動場を拡張。
- 2006年（平成18年）4月 - 特別支援学級を開設。
- 2010年（平成22年）- 創立50周年記念行事を開催。
- 2012年（平成24年）- ユネスコスクール加盟が承認される。
- 2025年（令和7年）
  - 3月24日 - 閉校式を挙行[2]。
  - 3月31日 - 閉校

## 部活動
運動部
- 陸上部 - 世代別U16日本選手権100m優勝
- 野球部
- サッカー部 - 令和3年度全国中学サッカー選手権3位、令和4年度U15サッカー大会優勝
- 剣道部
- ソフトテニス部
- バスケットボール部
- バレーボール部（女子）

文化部
- 吹奏楽部 - 令和6年支部大会 地区大会銀賞
- 美術部

## 著名な出身者
- 猿渡瞳（在学中に死去） - 作文『命を見つめて』で知られる少女。
- まこパーティー - タレント
- 黒田東彦 - 日本銀行総裁
- 道山れいん - 詩人
- 川野将太 - 車いすテニス選手
- 杉野浩二 - 大牟田市立御木中学校の第一代校長
- 中島浩二 - ローカルタレント

## 交通アクセス
最寄りのバス停留所
- 西鉄バス大牟田 - 「三池上町」バス停から徒歩3分（行き先番号：1・2番）

最寄りの鉄道駅
- 西鉄 天神大牟田線 「西鉄銀水駅」から徒歩30分
- JR九州 鹿児島本線 - 「銀水駅」から徒歩30分

最寄りの幹線道路
- 福岡県道93号大牟田高田線
- 福岡県道782号倉永三池線
- 福岡県道786号手鎌三池線

## 周辺
- 大牟田市立羽山台小学校
- 大牟田市立銀水小学校
- 大牟田中学校・高等学校
- 田隈公民館
- 三池病院